# Thomas Butler, VII conde de Ormond
Thomas Butler, VII conde de Ormond, P.C. (1426 – 3 de agosto de 1515) fue el hijo más joven de James Butler, IV conde de Ormond. Fue desposeído, pero restaurado por el primer parlamento de Enrique VII en noviembre de 1485, y los estatutos hechos en Westminster, por Eduardo IV, que le habían declarado traidor a él y a sus hermanos.

## Familia

Armas de Butler, conde de Ormond

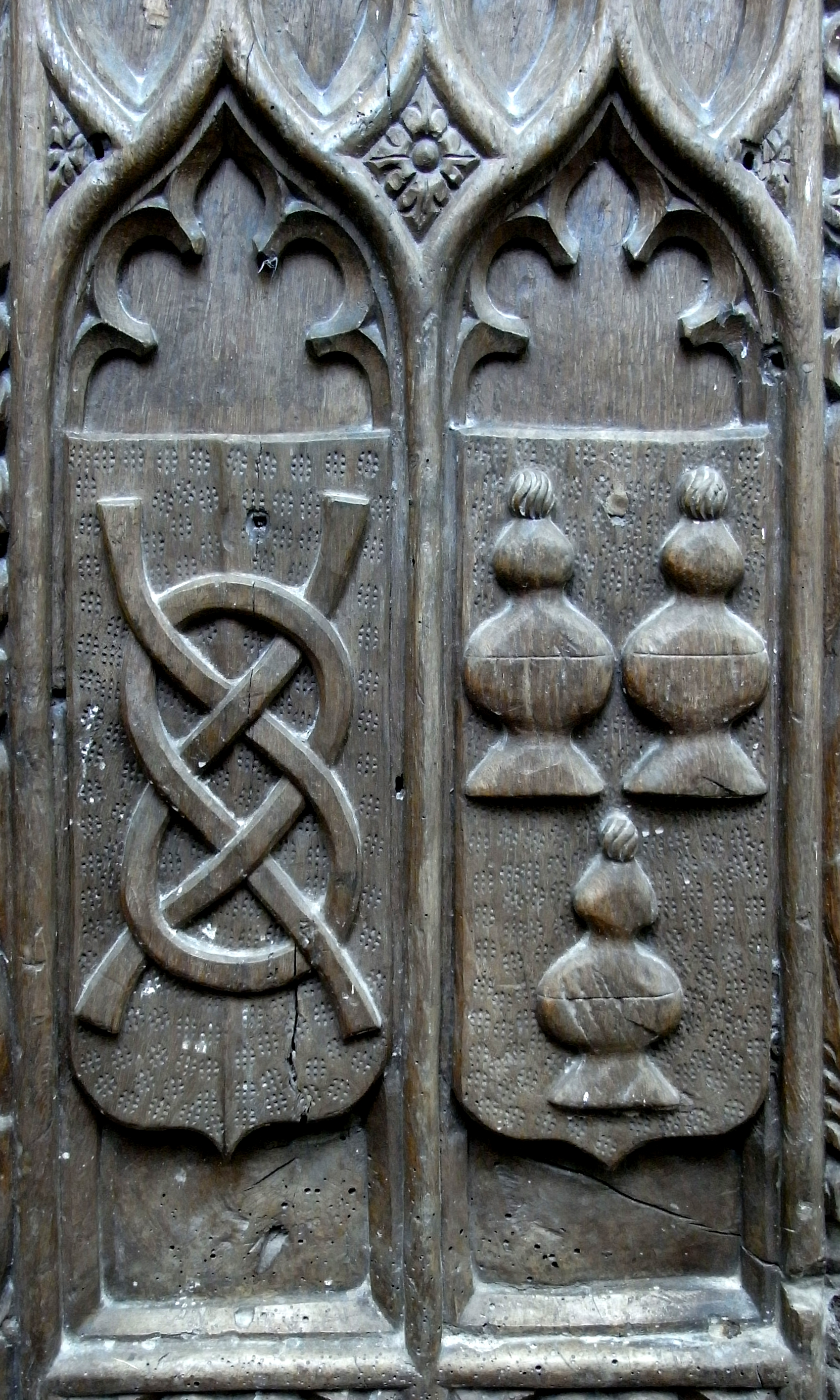
Fin de banco en la iglesia de Monkleigh, Devon (iglesia parroquial de Annery) mostrando el nudo de Ormonde nudo y las armas de Butler

Thomas Butler era el tercer hijo de James Butler, IV Conde de Ormond, con su primera mujer, Joan de Beauchamp (d. 3 o 5 de agosto de 1430). Tuvo dos hermanos mayores, James Butler, V conde de Ormond, y John Butler, VI conde de Ormond, así como dos hermanas, Elizabeth Butler, casada con John Talbot, conde de Shrewsbury, y Anne Butler (d. 4 de enero de 1435), cuyo matrimonio fue concertado con Thomas Fitzgerald, VII conde de Desmond, a pesar de que el matrimonio parece no haber tenido lugar.

## Carrera
Thomas Butler, como noble irlandés, sólo tendría que haberse sentado en el Parlamento irlandés. Aun así, como amigo personal de Enrique VII  fue convocado al Parlamento inglés en noviembre de 1488 como "Thomas Ormond de Rochford chevaler". En ese momento ya era el VIII conde de Carrick y VII conde de Ormond, habiendo sucedido a sus hermanos James y John Butler, V y VII condes  de Ormond, que no dejaron heredero legítimo.
Posteriormente entraría en el Consejo Privado de Inglaterra.
Fue conocido como El Conde de Lana, debido a su riqueza enorme. Además de poseer enormes extensiones de tierra en los condados irlandeses de Kilkenny y Tipperary,  posea 72 manors en Inglaterra, lo que le convertía en uno de los súbditos más ricos del reino.
En 1509, fue nombrado Lord Chambelán de Catalina de Aragón. Ocupó este cargo hasta 1512.

## Matrimonio y descendencia
Casó dos veces:
- En primer lugar en 1445 con Anne Hankford (1431–1485), hija y co-heredera de Sir Richard Hankford (c. 1397– 1431) de Annery, Monkleigh, Devon, jure uxoris barón feudal de Bampton[7] (nieto de Sir William Hankford (c. 1350– 1423), Justicia principal del banco del Rey) y su segunda mujer Anne Montagu (d. 1457), hija de John Montacute, conde de Salisbury (c. 1350 – 1400).[8] Con Anne Hankford tuvo dos hijas y co-herederas que heredaron las propiedades inglesas de Butler:
  - Lady Anne Butler (1455-5 de junio de 1533), heredera a través de su madre de Annery, casada en primer lugar con Ambrose Cressacre, escudero, y luego con Sir James St Leger (d. 1509), con tuvo dos hijos[9]
  - Lady Margaret Butler (1465–1537), casada con Sir William Boleyn, con quien tuvo seis hijos y cinco hijas, incluyendo a Tomás Bolena,  Ana Bolena, esposa de Enrique VIII.
- Segundamente en 1486, se casó con Lora Berkeley (1454–1501). Tuvieron una hija:
  - Elizabeth Butler (d. 1510).

## Sucesión y muerte
Ormond nurió el 3 de agosto de 1515 y fue enterrado en la capilla Mercers del Hospital de St Thomas de Acre en la City de Londres. Al morir sin descendencia masculian, la baronía creada en 1488 quedó en suspenso. El condado revirtió a su primo Piers Butler, VIII conde de Ormond, I conde de Ossory (1467–1539), nieto de su primo Sir Edmund MacRichard Butler (1420–1464) de Polestown, Kilkenny, Irlanda, nieto del III conde de Ormond (c. 1359 – 1405) de Gowran Castle en Irlanda.